# Saint-Sulpice-d'Arnoult
Saint-Sulpice-d'Arnoult là một xã trong tỉnh Charente-Maritime trong vùng Nouvelle-Aquitaine, tây nam nước Pháp. Xã Saint-Sulpice-d'Arnoult nằm ở khu vực có độ cao trung bình 32 mét trên mực nước biển.